# Community Shield 2024
Navigation
2023 2025
Le Community Shield 2024 est la 102e édition de la Supercoupe d'Angleterre de football, épreuve qui oppose le champion d'Angleterre 2024 au vainqueur de la Coupe d'Angleterre 2024 (FA Cup).
Le titre de champion a été remporté par Manchester City, et oppose les Cityzens au vainqueur de la coupe d'Angleterre, Manchester United. C'est la troisième confrontation entre les deux clubs de Manchester après 2011 et 1956.

## Équipes
| Équipe            | Précédentes apparitions en finale (en gras celles remportées) |
| ----------------- | --- |
| Manchester United | 30 (1908, 1911, 1948, 1952, 1956, 1957, 1963, 1965, 1967, 1977, 1983, 1985, 1990, 1993, 1994, 1996, 1997, 1998, 1999, 2000, 2001, 2003, 2004, 2007, 2008, 2009, 2010, 2011, 2013, 2016) |
| Manchester City   | 15 (1934, 1937, 1956, 1968, 1969, 1972, 1973, 2011, 2012, 2014, 2018, 2019, 2021, 2022, 2023)                                                                                           |

## Match
| Man.City ·    |                 |     |
| Titulaires :  |                 |     |
|               |                 |     |
| 31            | Ederson         |     |
| 82            | Rico Lewis      |     |
| 25            | Manuel Akanji   |     |
| 03            | Rúben Dias      |     |
| 24            | Joško Gvardiol  | 90e |
| 75            | Nico O'Reilly   | 63e |
| 08            | Mateo Kovačić   |     |
| 87            | James McAtee    | 80e |
| 52            | Oscar Bobb      | 90e |
| 09            | Erling Haaland  |     |
| 11            | Jérémy Doku     | 63e |
|               |                 |     |
| Remplaçants : |                 |     |
| 18            | Stefan Ortega   |     |
| 04            | Kalvin Phillips |     |
| 06            | Nathan Aké      | 90e |
| 17            | Kevin De Bruyne | 90e |
| 20            | Bernardo Silva  | 80e |
| 26            | Sávio           | 63e |
| 27            | Matheus Nunes   | 63e |
| 33            | Scott Carson    |     |
| 78            | Issa Kaboré     |     |
|               |                 |     |
| Entraîneur :  |                 |     |
| Pep Guardiola |                 |     |

| Man.United ·  |                    |     |
| Titulaires :  |                    |     |
|               |                    |     |
| 24            | André Onana        |     |
| 20            | Diogo Dalot        |     |
| 05            | Harry Maguire      | 58e |
| 35            | Jonny Evans        |     |
| 06            | Lisandro Martínez  |     |
| 18            | Casemiro           |     |
| 37            | Kobbie Mainoo      | 59e |
| 16            | Amad Diallo        | 59e |
| 08            | Bruno Fernandes    |     |
| 10            | Marcus Rashford    | 83e |
| 07            | Mason Mount        | 58e |
|               |                    |     |
| Remplaçants : |                    |     |
| 01            | Altay Bayindir     |     |
| 11            | Joshua Zirkzee     |     |
| 14            | Christian Eriksen  |     |
| 17            | Alejandro Garnacho | 59e |
| 21            | Antony             |     |
| 25            | Jadon Sancho       | 83e |
| 28            | Facundo Pellistri  | 58e |
| 39            | Scott McTominay    | 58e |
| 43            | Toby Collyer       | 59e |
|               |                    |     |
| Entraîneur :  |                    |     |
| Erik ten Hag  |                    |     |

| Man.City ·    |                 |     |
| Titulaires :  |                 |     |
|               |                 |     |
| 31            | Ederson         |     |
| 82            | Rico Lewis      |     |
| 25            | Manuel Akanji   |     |
| 03            | Rúben Dias      |     |
| 24            | Joško Gvardiol  | 90e |
| 75            | Nico O'Reilly   | 63e |
| 08            | Mateo Kovačić   |     |
| 87            | James McAtee    | 80e |
| 52            | Oscar Bobb      | 90e |
| 09            | Erling Haaland  |     |
| 11            | Jérémy Doku     | 63e |
|               |                 |     |
| Remplaçants : |                 |     |
| 18            | Stefan Ortega   |     |
| 04            | Kalvin Phillips |     |
| 06            | Nathan Aké      | 90e |
| 17            | Kevin De Bruyne | 90e |
| 20            | Bernardo Silva  | 80e |
| 26            | Sávio           | 63e |
| 27            | Matheus Nunes   | 63e |
| 33            | Scott Carson    |     |
| 78            | Issa Kaboré     |     |
|               |                 |     |
| Entraîneur :  |                 |     |
| Pep Guardiola |                 |     |

| Man.United ·  |                    |     |
| Titulaires :  |                    |     |
|               |                    |     |
| 24            | André Onana        |     |
| 20            | Diogo Dalot        |     |
| 05            | Harry Maguire      | 58e |
| 35            | Jonny Evans        |     |
| 06            | Lisandro Martínez  |     |
| 18            | Casemiro           |     |
| 37            | Kobbie Mainoo      | 59e |
| 16            | Amad Diallo        | 59e |
| 08            | Bruno Fernandes    |     |
| 10            | Marcus Rashford    | 83e |
| 07            | Mason Mount        | 58e |
|               |                    |     |
| Remplaçants : |                    |     |
| 01            | Altay Bayindir     |     |
| 11            | Joshua Zirkzee     |     |
| 14            | Christian Eriksen  |     |
| 17            | Alejandro Garnacho | 59e |
| 21            | Antony             |     |
| 25            | Jadon Sancho       | 83e |
| 28            | Facundo Pellistri  | 58e |
| 39            | Scott McTominay    | 58e |
| 43            | Toby Collyer       | 59e |
|               |                    |     |
| Entraîneur :  |                    |     |
| Erik ten Hag  |                    |     |